# Chivin Chum
Chivin Chum (ur. 20 lutego 1986) – kambodżański zapaśnik w stylu wolnym i klasycznym.
Srebrny medalista igrzysk Azji Południowo-Wschodniej w 2009 i brązowy 2011. Dwunasty na igrzyskach azjatyckich w 2010 roku.